# Liste des musées de Guyane
Cet article presente une liste des musées guyanais par localisation.

## Cayenne
- Musée départemental Alexandre-Franconie
- Musée des Cultures Guyanaises
- Maison-Musée de Félix Éboué
- La Canopée des Sciences TOTEM
- Maison de l’artisanat traditionnel de Guyane - GADEPAM

## Kourou
- Musée de l'Espace
- Centre d'Archéologie Amérindienne
- Musée des îles du Salut, sur l'Île Royale (Îles du Salut)

## Montsinéry-Tonnegrande
- Écomusée de Montsinéry-Tonnegrande

## Remire-Montjoly
- Maison des cultures & des mémoires de la Guyane

## Régina
- Écomusée municipal d'Approuague-Kaw

## Roura
- Le Planeur bleu à Cacao
- Centre amérindien KALAWACHI

## Saint-Laurent-du-Maroni
- Musée du bagne, au Camp de la Transportation
- Centre culturel MAMA BOBI